# Dipeptid
Dipeptidy jsou oligopeptidy s molekulou složenou ze dvou molekul aminokyselin. Pokud jsou obě aminokyseliny stejné, jde o homodipeptid, v opačném případě se jedná o heterodipeptid. Existuje 22 proteinogenních aminokyselin, teoreticky tedy může existovat 222 = 484 různých dipeptidů.
V organismech se dipeptidy nejčastěji tvoří jako meziprodukty enzymatického řízeného trávení bílkovin (polypeptidů). Působí zde enzym dipeptidyl peptidasa, který štěpí bílkoviny na aminokyseliny.
V přírodě se vyskytuje mnoho dipeptidů, které plní různé funkce a hrají důležitou roli v biologii mnoha organismů na Zemi. Organismy jsou schopny potřebný dipeptid absorbovat střevním traktem nebo jej podle potřeby syntetizovat.
Dipeptidy mohou být také vyrobeny v laboratorních podmínkách nebo průmyslově. Známým průmyslově vyráběným dipeptidem je umělé sladidlo aspartam, které bylo vyvinuto v 70. letech 20. století. Způsoboval však řadu zdravotních problémů. Další studie ukázaly, že v malém množství je neškodný.

## Příklady dipeptidů
- Karnosin (beta-alanyl-L-histidin) se vyskytuje ve zvýšené koncentraci ve svalové tkáni a mozku
- Anserin (Beta-alanyl-N-methylhistidin) se vyskytuje v kosterních svalech a mozku savců
- Homoanserin (N-(4-aminobutyryl)-L-histidin) byl identifikovaný ve svalech a mozku savců
- Kyotorfin (L-tyrosyl-L-arginin) je neurofyziologicky aktivní dipetid podílející se na regulaci bolesti v mozku
- Balenin také ophidin (Beta-alanyl-N Tau-methylhistidin) byl identifikován ve svalech různých druhů savců, například u lidí a kuřat
- Aspartam (N-L-a-aspartyl-L-fenylalanin 1-methylester) je umělé sladidlo
- Glorin (N-propionyl-γ-L-glutamyl-L-ornitin-δ-lac-ethyl-ester) je chemotaktický dipetid pro Polysphondylium violaceum
- Barettin (Cyclo-[(6-bromo-8-en-tryptophan)-arginin]) je cyklický dipeptid, který byl izolován houby Geodia barretti
- Pseudoprolin
- GGT (gama-glutamyltransferáza) je membránově vázaný enzym nacházející se ve tkáních, které se podílejí na absorpci a sekreci. Katalyzuje přenos gama-glutamylu z glutathionu na aminokyselinu a umožňuje tak transport aminokyseliny přes buněčnou membránu. Vyskytuje se hlavně v játrech, ledvinách, tenkém střevě a v prostatě. Stanovení aktivity GGT v séru se využívá pro posouzení hepatobiliárních onemocnění (jater, žluči a žlučových cest).
- Alanylglycin
- cyklický dipeptid (2,5-dioxopiperazin) je β-alanylhistidinový dipeptid obsažený v mase.

## Aspartam a Alitam
Aspartam je umělé sladidlo a je jedním z prvních průmyslově vyráběných dipeptidů. Bylo objeveno v roce 1965 a vyvinuto v 70. letech 20. století. Způsobovalo však řadu zdravotních problémů. Další studie ukázaly, že v malém množství je neškodné.
Alitam je umělé sladidlo, které bylo vyvinuto počátkem 80. let minulého století firmou Pfizer. V některých zemích se prodává pod obchodním názvem Aclame. Stejně jako aspartam je alitam dipeptid, který obsahuje kyselinu L-asparagovou a D-alanin. Sladidlo alitam není schváleno pro použití v EU.
Alitam společně s neotamem je dipeptidové sladidlo druhé generace. Oproti aspartamu má některé výhody. Je asi 2000krát sladší než sacharóza, asi 10krát sladší než aspartam a sladká chuť není doprovázena pachutí. Při vysokých teplotách a v kyselých podmínkách se rozkládá asi dvakrát tak dlouho než aspartam. Na rozdíl od aspartamu neobsahuje alitam fenylalanin, a tak ho mohou konzumovat osoby s fenylketonurií.